# Abd ar-Rahman Sanchuelo
Abd ar-Rahman Sanchuelo (arabisch عبد الرحمن شنجول, DMG ʿAbd ar-Raḥmān Šanǧūl; * um 983 in Córdoba; † 3. März 1009 ebenda) entstammte der Dynastie der Amiriden und war als Reichsverweser von 1008 bis 1009 faktischer Alleinherrscher für den Umayyaden-Kalifen Hischam II. im Kalifat von Córdoba. Als er sich von Hisham II. zu dessen Nachfolger proklamieren ließ, kam es zu einem Aufstand, dem er zum Opfer fiel.

## Leben
Abd ar-Rahman Sanchuelo war der jüngste Sohn des bedeutenden Amiriden Almansor und dessen christlicher Gattin, der Tochter des Königs Sancho von Navarra, die ihren Taufnamen Urraca nach ihrem Übertritt zum Islam in Abda änderte. Nach seinem Großvater erhielt Abd al-Rahman seinen Beinamen Sanchuelo (d. h. der kleine Sancho). Almansor übte faktisch allein die Regierung aus, erkannte aber formell die Oberhoheit von Hischam II. an. Auch Almansors Sohn und Nachfolger Abd al-Malik al-Muzaffar besaß eine ähnliche Machtfülle. Nach dessen frühen Tod übernahm sein jüngerer Bruder Abd ar-Rahman am 20. Oktober 1008 die Regierung.
Viele alteingesessene arabische Adelige und andere Bevölkerungsteile waren den Umayyaden treu ergeben und ertrugen die Herrschaft der Amiriden höchst ungern, insbesondere da Almansor zahlreiche Berber als Söldner zur Absicherung seiner Macht angeheuert hatte. Abd ar-Rahman löste sodann großen Unmut aus durch seinen ehrgeizigen Schritt, dass er den schwachen Kalifen bereits im November 1008 zwang, ihn zu seinem Nachfolger zu ernennen. Ihm wurden zahlreiche negative Eigenschaften wie Trunksucht zugeschrieben. Es wurde ihm auch die Vergiftung seines Bruders Abd al-Malik unterstellt.
Abd ar-Rahman beging den Fehler, noch Anfang 1009 – mitten im Winter – zu einem Feldzug gegen König Alfons V. von León aufzubrechen. Seine Abwesenheit nutzte der Umayyade Muhammad II. al-Mahdi zur Anzettelung einer Revolte in Córdoba. Er entthronte Hischam, wurde neuer Kalif und ließ die außerhalb Córdobas gelegene Residenz der Amiriden, al-Madina al-Zahira („die blühende Stadt“), zerstören. Daraufhin machte sich Abd ar-Rahman auf den Rückweg, doch der Abfall seiner Armee besiegelte sein Schicksal. Zunächst wurde er eingekerkert, dann ließ al-Mahdi ihn hinrichten.